# 1045년

## 연호
- 북송(北宋) 경력(慶曆) 5년
- 요(遼) 중희(重熙) 14년
- 일본(日本) 간토쿠(寛徳) 2년
- 서하(西夏) 천수예법연조(天授禮法延祚) 8년
- 리 왕조(李朝) 티엔깜타인부(天感聖武) 2년

## 기년
- 고려(高麗) 정종(靖宗) 11년
- 북송(北宋) 인종(仁宗) 23년
- 요(遼) 흥종(興宗) 15년
- 서하(西夏) 경종(景宗) 14년
- 리 왕조(李朝) 태종(太宗) 18년